# Батюто, Павел Иосифович
Павел Иосифович Батюто (28 марта 1969, Минск) — советский и белорусский футболист, полузащитник, тренер. Мастер спорта РБ.

## Биография
Воспитанник минской футбольной школы «Смена», первый тренер — Александр Васильевич Сидорович. Взрослую карьеру начал в 1989 году в симферопольской «Таврии», игравшей в первой лиге СССР, но не смог пробиться в основной состав клуба, сыграв только 2 матча.
Летом 1989 года перешёл в гродненский «Химик», игравший во второй лиге. Дебютный матч за клуб сыграл 30 июля 1989 года против «Звейниекса» (Лиепая) и в этом же матче забил свой первый гол. Всего до распада СССР успел сыграть 97 матчей во второй лиге.
С 1992 года со своим клубом, переименованным в «Неман», выступал в высшей лиге Беларуси. Обладатель Кубка Беларуси 1992/93. В 1999 году покинул гродненский клуб и провёл часть сезона в «Лиде», также игравшей в высшей лиге. Затем в течение двух сезонов играл в региональных лигах Германии за «Айнтрахт» (Шверин). В 2001 году вернулся в «Неман», провёл в его составе ещё два сезона и в 2002 году завоевал серебряные медали чемпионата страны. В конце карьеры три сезона играл в низших лигах Польши за «Подляшье» (Бяла-Подляска).
Всего в высшей лиге Беларуси сыграл 150 матчей и забил 18 голов. За «Химик»/«Неман» с учётом первенства СССР провёл 235 матчей.
После завершения игровой карьеры некоторое время работал в тренерском штабе «Немана». В 2008 году возглавлял «Лиду», игравшую в первой лиге. В 2010 году вошёл в тренерский штаб гродненского «Белкарда», а в 2011 году назначен главным тренером, однако клуб по итогам того сезона покинул первую лигу. В 2012—2014 годах возглавлял клуб первой лиги «Сморгонь». В марте-июне 2016 года тренировал дебютанта первой лиги минское «Торпедо». После ухода из «Торпедо» снова вошёл в тренерский штаб «Немана», где работал до 2020 года.
3 июня 2025 года назначен главным тренером клуба высшей лиги «Молодечно-2018». На момент назначения в чемпионате-2025 было сыграно 11 туров, и клуб из Молодечно уступил во всех матчах с общей разницей мячей 5-29. Батюто сменил Семена Хаткевича, а сезон команда начинала с Александром Храпковским.

## Достижения
- Серебряный призёр чемпионата Беларуси: 2002
- Обладатель Кубка Беларуси: 1992/93